# فلكللة
فَلْكُلِلَّة (بالإيطالية: Falculelle) هي حلوى نموذجية من المطبخ القُرشقي. 
أصلها مدينة كُرتة وهي كعكات صغيرة تُعد بخلط brocciu والمح (صفار البيض) والدقيق والسكر وقشر البرتقال.  ثم يُخبز هذا الخليط على ورقة كستناء. 

## ملحوظات
1. 1 2 3  Schapira (1994) p. 120